# Championnats d'Europe de cyclisme sur piste juniors et espoirs 2012
Navigation
Championnats d'Europe 2011 Championnats d'Europe 2013
Les Championnats d'Europe de cyclisme sur piste juniors et espoirs 2012 se sont déroulés du 3 au 8 juillet 2012 à Anadia au Portugal.

## Résultats

### Juniors
| Épreuves               | Or                                                                        | Or             | Argent                                                                        | Argent         | Bronze                                                              | Bronze           |
| ---------------------- | ------------------------------------------------------------------------- | -------------- | ----------------------------------------------------------------------------- | -------------- | ------------------------------------------------------------------- | ---------------- |
| Épreuves masculines    |                                                                           |                |                                                                               |                |                                                                     |                  |
| Kilomètre              | Matthew Rotherham Royaume-Uni                                             | 1 min 03 s 860 | Alexander Dubchenko Russie                                                    | 1 min 03 s 923 | Jakub Vyvoda Tchéquie                                               | 1 min 04 s 442   |
| Keirin                 | Mateusz Lipa Pologne                                                      |                | Matthew Rotherham Royaume-Uni                                                 |                | Johannes Keuchel Allemagne                                          |                  |
| Vitesse individuelle   | Richard Aßmus Allemagne                                                   |                | Matthew Rotherham Royaume-Uni                                                 |                | Jakub Vyvoda Tchéquie                                               |                  |
| Vitesse par équipes    | Allemagne Richard Aßmus Jan May Maximilian Dörnbach                       | 46 s 762       | Russie Alexander Sharapov Alexander Dubchenko Vladislav Fedin                 | 47 s 295       | Pologne Mateusz Lipa Jakub Stecko Adrian Kobylecki                  | 46 s 448         |
| Poursuite individuelle | Tom Bohli Suisse                                                          | 3 min 19 s 515 | Nils Schomber Allemagne                                                       | 3 min 20 s 567 | Jonathan Dibben Royaume-Uni                                         | 3 min 22 s 703   |
| Poursuite par équipes  | Danemark Mathias Møller Nielsen Elias Busk Mathias Krigbaum Jonas Poulsen | 4 min 12 s 195 | Royaume-Uni Samuel Lowe Christopher Latham Jonathan Dibben Tao Geoghegan Hart | 4 min 13 s 816 | Allemagne Nils Schomber Jonas Tenbrock Leon Rohde Domenic Weinstein | 4 min 13 s 465   |
| Américaine             | Italie Matteo Alban Riccardo Donato                                       | 9 pts          | Danemark Mathias Krigbaum Jonas Poulsen                                       | 9 pts          | Allemagne Pascal Ackermann Domenic Weinstein                        | 6 pts            |
| Course aux points      | Thomas Boudat France                                                      | 64 pts         | Tom Bohli Suisse                                                              | 51 pts         | Maxime Piveteau France                                              | 32 pts (-1 tour) |
| Scratch                | Francesco Castegnaro Italie                                               |                | Christopher Latham Royaume-Uni                                                |                | Jakub Mareczko Italie                                               |                  |
| Omnium                 | Pascal Ackermann Allemagne                                                | 19 pts         | Jonas Rickaert Belgique                                                       | 22 pts         | Jonathan Dibben Royaume-Uni                                         | 26 pts           |
| Épreuves féminines     |                                                                           |                |                                                                               |                |                                                                     |                  |
| 500 mètres             | Daria Shmeleva Russie                                                     | 34 s 763       | Elis Ligtlee Pays-Bas                                                         | 35 s 723       | Lidiya Pluzhnikova Russie                                           | 36 s 494         |
| Keirin                 | Daria Shmeleva Russie                                                     |                | Shana Dalving Belgique                                                        |                | Elis Ligtlee Pays-Bas                                               |                  |
| Vitesse individuelle   | Elis Ligtlee Pays-Bas                                                     |                | Daria Shmeleva Russie                                                         |                | Mar Manrique Villena Espagne                                        |                  |
| Vitesse par équipes    | Russie Daria Shmeleva Lidiya Pluzhnikova                                  | 35 s 069       | Royaume-Uni Lucy Garner Dannielle Khan                                        | 35 s 904       | Pays-Bas Elis Ligtlee Tamar Vedder                                  | 35 s 969         |
| Poursuite individuelle | Elinor Barker Royaume-Uni                                                 | 2 min 28 s 189 | Anna Knauer Allemagne                                                         | 2 min 28 s 442 | Manon Bourdiaux France                                              | 2 min 30 s 111   |
| Poursuite par équipes  | Royaume-Uni Amy Roberts Lucy Garner Elinor Barker                         | 3 min 33 s 921 | Russie Kseniya Dobrynina Gulnaz Badykova Natalia Mozharova                    | 3 min 34 s 326 | Italie Michela Maltese Arianna Fidanza Ana Maria Covrig             | 3 min 34 s 546   |
| Course aux points      | Arianna Fidanza Italie                                                    | 34 pts         | Kseniya Dobrynina Russie                                                      | 26 pts         | Natasha Grillo Italie                                               | 13 pts (-1 tour) |
| Scratch                | Lucy Garner Royaume-Uni                                                   |                | Iris Sachet France                                                            |                | Shana Dalving Belgique                                              |                  |
| Omnium                 | Anna Knauer Allemagne                                                     | 12 pts         | Tetyana Klimchenko Ukraine                                                    | 25 pts         | Michela Pavin Italie                                                | 27 pts           |

### Espoirs
| Épreuves               | Or                                                                | Or             | Argent                                                      | Argent          | Bronze                                                               | Bronze            |
| ---------------------- | ----------------------------------------------------------------- | -------------- | ----------------------------------------------------------- | --------------- | -------------------------------------------------------------------- | ----------------- |
| Épreuves masculines    |                                                                   |                |                                                             |                 |                                                                      |                   |
| Kilomètre              | Quentin Lafargue France                                           | 1 min 02 s 077 | Hugo Haak Pays-Bas                                          | 1 min 02 s 447  | Krzysztof Maksel Pologne                                             | 1 min 02 s 517    |
| Keirin                 | Stefan Bötticher Allemagne                                        |                | Krzysztof Maksel Pologne                                    |                 | Marc Schröder Allemagne                                              |                   |
| Vitesse individuelle   | Stefan Bötticher Allemagne                                        |                | Charlie Conord France                                       |                 | Juan Peralta Espagne                                                 |                   |
| Vitesse par équipes    | Allemagne Erik Balzer Eric Engler Stefan Bötticher                | 44 s 480       | France Charlie Conord Julien Palma Quentin Lafargue         | 45 s 788        | Pologne Rafał Sarnecki Grzegorz Drejgier Krzysztof Maksel            | 45 s 005          |
| Poursuite individuelle | Silvan Dillier Suisse                                             | 4 min 25 s 324 | Albert Torres Espagne                                       | 4 min 27 s 831  | Kévin Labèque France                                                 | 4 min 27 s 715    |
| Poursuite par équipes  | Russie Matvey Zubov Nikolay Zhurkin Ivan Savitskiy Viktor Manakov | 4 min 05 s 273 | Suisse Jan Keller Théry Schir Cyrille Thièry Silvan Dillier | rejoint         | Belgique Jasper De Buyst Gijs Van Hoecke Joris Cornet Moreno De Pauw | 4 min 08 s 612    |
| Américaine             | Suisse Silvan Dillier Jan Keller                                  | 4 pts          | Belgique Gijs Van Hoecke Jasper De Buyst                    | 9 pts (-1 tour) | Espagne Albert Torres Julio Amores                                   | 14 pts (-2 tours) |
| Course aux points      | Wojtek Pszczolarski Pologne                                       | 92 pts         | Bryan Coquard France                                        | 83 pts          | Ivan Savitskiy Russie                                                | 81 pts            |
| Scratch                | Jan Kadúch Tchéquie                                               |                | Théry Schir Suisse                                          |                 | Barry Markus Pays-Bas                                                |                   |
| Omnium                 | Viktor Manakov Russie                                             | 18 pts         | Bryan Coquard France                                        | 20 pts          | Lucas Liss Allemagne                                                 | 25 pts            |
| Épreuves féminines     |                                                                   |                |                                                             |                 |                                                                      |                   |
| 500 mètres             | Anastasiia Voinova Russie                                         | 34 s 501       | Elena Brezhniva Russie                                      | 34 s 675        | Olivia Montauban France                                              | 34 s 902          |
| Keirin                 | Victoria Baranova Russie                                          |                | Elena Brezhniva Russie                                      |                 | Rebecca James Royaume-Uni                                            |                   |
| Vitesse individuelle   | Victoria Baranova Russie                                          |                | Olivia Montauban France                                     |                 | Rebecca James Royaume-Uni                                            |                   |
| Vitesse par équipes    | Russie Victoria Baranova Anastasiia Voinova                       | 33 s 678       | Royaume-Uni Rebecca James Victoria Williamson               | 34 s 687        | Pays-Bas Yesna Rijkhoff Shanne Braspennincx                          | 36 s 246          |
| Poursuite individuelle | Amy Pieters Pays-Bas                                              | 3 min 40 s 502 | Lucie Zaleska Tchéquie                                      | 3 min 46 s 189  | Aleksandra Chekina Russie                                            | 3 min 43 s 379    |
| Poursuite par équipes  | Russie Elena Lichmanova Lidia Malakhova Galina Streltsova         | 3 min 30 s 393 | Belgique Jolien D'Hoore Sarah Inghelbrecht Gilke Croket     | 3 min 37 s 779  | Italie Giulia Donato Maria Giulia Confalonieri Chiara Vannucci       | 3 min 31 s 777    |
| Course aux points      | Jolien D'Hoore Belgique                                           | 37 pts         | Elena Cecchini Italie                                       | 37 pts          | Maria Giulia Confalonieri Italie                                     | 36 pts            |
| Scratch                | Natalia Rutkowska Pologne                                         |                | Laurie Berthon France                                       |                 | Katsiaryna Barazna Biélorussie                                       |                   |
| Omnium                 | Tamara Balabolina Russie                                          | 23 pts         | Laurie Berthon France                                       | 25 pts          | Lucie Zaleska Tchéquie                                               | 29 pts            |

## Tableau des médailles
| Rang  | Nation      | Or | Argent | Bronze | Total |
| ----- | ----------- | -- | ------ | ------ | ----- |
| 1     | Russie      | 11 | 7      | 3      | 21    |
| 2     | Allemagne   | 7  | 2      | 5      | 14    |
| 3     | Royaume-Uni | 4  | 6      | 4      | 14    |
| 4     | Suisse      | 3  | 3      | 0      | 6     |
| 5     | Italie      | 3  | 1      | 7      | 11    |
| 6     | Pologne     | 3  | 1      | 3      | 7     |
| 7     | France      | 2  | 8      | 3      | 13    |
| 8     | Pays-Bas    | 2  | 2      | 4      | 8     |
| 9     | Belgique    | 1  | 4      | 2      | 7     |
| 10    | Tchéquie    | 1  | 1      | 3      | 5     |
| 11    | Danemark    | 1  | 1      | 0      | 2     |
| 12    | Espagne     | 0  | 1      | 3      | 4     |
| 13    | Ukraine     | 0  | 1      | 0      | 1     |
| 14    | Biélorussie | 0  | 0      | 1      | 1     |
| Total | Total       | 38 | 38     | 38     | 114   |